# Holy Wood (In the Shadow of the Valley of Death)
Holy Wood (In the Shadow of the Valley of Death) är ett musikalbum av bandet Marilyn Manson, deras fjärde fullängdsalbum i ordningen. Det släpptes 13 november 2000.

## Låtlista
1. "Godeatgod" - 2:34
2. "The Love Song" - 3:16
3. "The Fight Song" - 2:55
4. "Disposable Teens" - 3:01
5. "Target Audience (Narcissus Narcosis)" - 4:18
6. ""President Dead"" - 3:13
7. "In the Shadow of the Valley of Death" - 4:09
8. "Cruci-Fiction in Space" - 4:56
9. "A Place in the Dirt" - 3:37
10. "The Nobodies" - 3:35
11. "The Death Song" - 3:29
12. "Lamb of God" - 4:39
13. "Born Again" - 3:20
14. "Burning Flag" - 3:21
15. "Coma Black: A) Eden Eye / B) The Apple of Discord" - 5:58
16. "Valentine's Day" - 3:31
17. "The Fall of Adam" - 2:34
18. "King Kill 33°" - 2:18
19. "Count to Six and Die (The Vacuum of Infinite Space Encompassing)" - 5:55